# Пирамидальная схема

Пирамидальная схема с коэффициентом привлечения 6; уже 13-й уровень невозможен: на Земле нет такой численности населения.

Пирамидальная схема — бизнес-модель, основанная на обещании денежных выплат или иной формы дохода за счёт роста числа участников схемы, а не за счёт инвестирования, продажи товаров или услуг. Так как количество членов схемы увеличивается по законам геометрической прогрессии, привлечение новичков вскоре становится невозможным, из-за чего большинство членов не смогут получить прибыль.  
Пирамидальные схемы являются неустойчивыми и часто незаконны. Некоторые многоуровневые маркетинговые планы были классифицированы как схемы пирамиды.

## Концепция и основные модели
В пирамидальных схемах организаторы вынуждают желающих присоединиться уплачивать вступительные взносы, обещая новым членам долю денег, полученных от привлечённых ими новых участников. Часть собранных средств является доходом организаторов, для которых схема выгодна независимо от того, выполняют ли они какую-либо реальную работу. Само членство в схеме становится сильным стимулом для продолжения привлечения новичков и перевода денег на вершину пирамиды. Такие организации редко продают товары или услуги с реальной стоимостью. Главным источником доходов для этой схемы являются привлечение большого числа новичков или требование дополнительных выплат от нынешних членов.
Поведение пирамидальных схем довольно близко следует графику экспоненциального роста. Каждый нижележащий уровень пирамиды намного больше, чем тот, который выше. Для того, чтобы такая схема обеспечила деньги для всех, кто стал её членом, она должна была бы расширяться бесконечно. Это невозможно, потому что численность населения Земли конечна. Когда наступает неизбежное отсутствие новичков, не имея других источников дохода схема рушится.
В пирамидальных схемах люди в верхних уровнях обычно получают прибыль, в то время как люди в нижних уровнях обычно теряют деньги. Так как в геометрической прогрессии самые большие элементы находятся в конце, большинство участников схемы будут на более низких уровнях пирамиды, которые лишь заплатили за присоединение, но ещё не успели получить никакого дохода. Поэтому пирамидальная схема характеризуется несколькими людьми (включая создателей схемы), получающими большие деньги, в то время как большинство присоединившихся к этой схеме деньги теряют. По этой причине такие схемы считаются мошенническими.

## Упрощённая модель «восьми мячей»

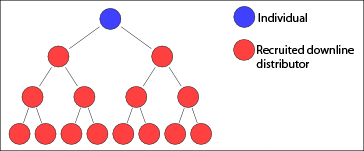
Бинарное дерево участников

В этой модели каждый человек должен привлечь лишь двух других, но эта легкость компенсируется увеличенной глубиной, которая требуется для получения результата. Модель на четырёх уровнях содержит в общей сложности пятнадцать членов — это сумма первых четырёх членов геометрической прогрессии 1 + 2 + 4 + 8 = 15. Многие реальные схемы более сложны. В данном случае рассматривается простая модель, которая прослеживается во многих случаях.
Назовём уровни сверху вниз: «капитан», «вторые пилоты», «экипаж» и «пассажиры». Встречается много вариантов названий, но это не принципиально. Такие схемы могут попытаться преуменьшить свою пирамидальную природу, говоря о «подарках», когда деньги «дарятся».
Восемь «пассажиров» должны заплатить (или «подарить») сумму (например, по 5000 рублей), чтобы присоединиться к этой схеме. Собранную сумму (40 000 рублей) получает «капитан», который уходит, и все остальные двигаются на один уровень вверх. Появляется два новых «капитана», поэтому группа разделяется пополам, в каждой группе требуется восемь новых «пассажиров». Человек, который присоединяется к схеме в качестве пассажира, не получит ничего, пока не продвинется до «капитана». Поэтому участники нижних трёх уровней пирамиды теряют свои деньги, если схема рушится.
Если человек использует эту модель в качестве мошенничества, благодаря небольшому трюку он возьмёт большую часть денег. Достаточно заполнить первые три уровня (всего 10 человек) именами друзей, чтобы гарантировать получение первых выплат, не заплатив ни копейки. Полученных денег вполне хватит, чтобы повторно вступить в игру в качестве «пассажира», уверяя всех в её эффективности и продлевая схему как можно дольше, надеясь получить вторую выплату.

### Матричные схемы
В матричных схемах участники платят за присоединение к очереди на получение бесплатно или по льготной цене желаемых товаров или услуг. Когда к такой «очереди» присоединяется определённое количество новых людей, то лицо, стоящее во главе, получает желаемый товар. Например, участнику на высшей ступеньке может потребоваться приход десяти новичков, чтобы получить предмет и покинуть очередь. Каждому новичку чтобы занять своё место в очереди необходимо купить дорогостоящий, но потенциально бесполезный предмет, например электронную книгу. Чтобы очередь покинул очередной участник требуется пополнение её новой партией новичков. Организатор схемы получает прибыль за счёт превышения суммарного дохода от новичков над стоимостью товара, переданного покидающему очередь. Поскольку матричные схемы соответствуют тем же законам геометрической прогрессии, что и пирамидальные, только часть из участников сможет когда-либо действительно получить желаемое. Схема рушится, когда больше людей не захочет присоединиться к очереди.
Схемы могут не указывать позицию в очереди предполагаемого «победителя», что, по сути, делает такую схему лотереей. В некоторых[каких?] странах матричные схемы незаконны.

## Сравнение с финансовой пирамидой
Хотя пирамидальные схемы часто путают с финансовыми пирамидами (схемами Понци), они отличаются друг от друга. 
В пирамидальных схемах деньги пересылаются на вершину, при этом промежуточные части пирамиды обычно не получают выгоды. Такие схемы терпят неудачу просто потому, что людей недостаточно. 
Финансовые пирамиды основаны на принципе выплат обещанного дохода всем ранее пришедшим за счёт поступлений от пришедших позже, которые пока не получили права на получение дохода. Другими словами, организатор берёт деньги у одних людей, часть оставляет себе, а остальное отдаёт другим, которые ранее инвестировали в схему. 
Некоторые финансовые пирамиды содержат элементы многоуровневого маркетинга, формируя таким образом их сочетание.

## Сравнение с многоуровневым маркетингом
Некоторые компании многоуровневого маркетинга действуют как пирамидальная схема. Часто путают законный многоуровневый маркетинг с пирамидальными схемами.
Согласно определению Федеральной торговой комиссии США, законная маркетинговая схема имеет реальный продукт для продажи. «Если деньги, которые вы получаете, основываются на ваших продажах для сторонних лиц, это может быть законный многоуровневый маркетинговый план. Если ваши деньги основаны на количестве людей, которых вы набираете и ваших продажах им, вероятно, это может быть пирамидальная схема».
Однако пирамидальные схемы могут просто использовать продукт, чтобы скрыть свою пирамидальную структуру.
Федеральная торговая комиссия предупреждает: «Лучше не участвовать в планах, в которых деньги, которые вы получаете, основываются главным образом на количестве дистрибьюторов, которых вы набираете, и на ваших продажах этим людям, а не на ваших продажах людям, которые намерены действительно использовать продукт».